# 히바 아부크
히바 아부크(스페인어: Hiba Abouk, 아랍어: هبة عبوك, 1986년 10월 30일 ~ )는 스페인의 배우이다. 리비아인 아버지와 튀니지인 어머니 사이에서 태어났다.